# Тузлукушево
Тузлукушево  (баш. Туҙлыкыуыш) — село в Республике Башкортостан, входящее в Чекмагушевский район, центр Тузлукушевского сельсовета.

## История
В «Списке населенных мест по сведениям 1870 года», изданном в 1877 году, населённый пункт упомянут как деревня Тузлукуш 4-го стана Белебеевского уезда Уфимской губернии. Располагалась при речке Тузлукуше, на просёлочной дороге из Белебея в Бирск, в 130 верстах от уездного города Белебея и в 50 верстах от становой квартиры в деревне Курачева. В деревне, в 162 дворах жили 885 человек (427 мужчин и 458 женщин, тептяри), были мечеть, 10 лавок, базары по четвергам. 

## Население
| 2002 | 2009 | 2010 |
| ---- | ---- | ---- |
| 586  | ↘558 | ↘530 |

Национальный состав
Населено, в основном, татарами.

## Инфраструктура
Есть средняя общеобразовательная школа. Находится братская могила 19 красноармейцев, погибших во время Гражданской войны, в 1919 г. Памятник установлен в 1920 г.

## Географическое положение
Расстояние до:
- районного центра (Чекмагуш): 12 км,
- ближайшей ж/д станции (Буздяк): 89 км.

## Религия
В селе есть мечеть.